# Jackie Ferm
Jacqueline Liliana Ferm, känd som  Jackie Ferm, född 9 september 1990 i Falun, är en svensk författare, bloggare, dokusåpadeltagare och glamourmodell.

## Barndom och uppväxt
Ferm föddes som dotter till en av Sveriges mest kända brottslingar, Lars-Inge Svartenbrandt, vilket kan förklara varför hennes liv i perioder har bevakats av media. Exempelvis fanns TV-fotografer på plats när hon föddes och filmade förlossningen för dokumentären En ond mans jättedrömmar. Under större delen av Ferms uppväxt satt Svartenbrandt i fängelse, och således flyttade familjen ofta för att bo i närheten när han flyttades mellan olika anstalter. Ferm föddes i Falun men växte upp i Linköping och Kristianstad.
År 2000 splittrades familjen helt och resten av uppväxten tillbringade Ferm på ett antal behandlings- och fosterhem. Under den här tiden höll hon brevkontakt med sin far, som enligt henne själv kom att bli en trygghet när hon slussades mellan olika tillfälliga jourhem.
Ferms utsatta uppväxt och överlevnad skildras i biografin Rövardotter som kom ut på Bookmark Förlag i april 2014.
Som glamourmodell medverkade Ferm i tidningen Slitz ett antal gånger. Hon deltog även i tredje säsongen av Paradise Hotel Sverige som TV6 sände åren 2009–2010, och som hon vann tillsammans med Patrik Bergholm.
År 2016 släpptes dokumentärfilmen Pappas flicka på SVT och SVT Play . Den producerades och regisserades av Daniel Fridell.

## Utmärkelser
- Årets toppbloggare, Finest Awards, nominerad finalist 2014 [4]
- Årets TV-personlighet, Finest Awards, vinnare 2010
- Vinnare av Paradise Hotel, dokusåpa TV 6, 2010